# Pattinaggio di velocità ai III Giochi olimpici invernali - 5000 m maschile
La competizione dei 5000 metri di pattinaggio di velocità dei III Giochi olimpici invernali si è svolta il giorno 4 febbraio 1932 allo James C. Sheffield Speed Skating Oval, Lake Placid.

## Risultati

### Batterie
I primi quattro classificati alla finale.
| Pos. | Concorrente      | Nazione     | Tempo  |
| ---- | ---------------- | ----------- | ------ |
| 1    | Irving Jaffee    | Stati Uniti | 9'52"0 |
| 2    | Eddie Murphy     | Stati Uniti |        |
| 3    | Ivar Ballangrud  | Norvegia    |        |
| 4    | Harry Smyth      | Canada      |        |
| 5    | Ossi Blomqvist   | Finlandia   |        |
| 6    | Michael Staksrud | Norvegia    |        |
| 7    | Alexander Hurd   | Canada      |        |
| 8    | Shozo Ishihara   | Giappone    |        |
| 9    | Tomeju Uruma     | Giappone    |        |

| Pos. | Concorrente     | Nazione     | Tempo   |
| ---- | --------------- | ----------- | ------- |
| 1    | Bernt Evensen   | Norvegia    | 10'01"4 |
| 2    | Herbert Taylor  | Stati Uniti |         |
| 3    | Willy Logan     | Canada      |         |
| 4    | Frank Stack     | Canada      |         |
| 5    | Erling Lindboe  | Norvegia    |         |
| 6    | Carl Springer   | Stati Uniti |         |
| 7    | Yasuo Kawamura  | Giappone    |         |
| 8    | Tokuo Kitani    | Giappone    |         |
| 9    | Ingvar Lindberg | Svezia      |         |

### Finale
| Pos.    | Concorrente     | Nazione     | Tempo  |
| ------- | --------------- | ----------- | ------ |
| Oro     | Irving Jaffee   | Stati Uniti | 9'40"8 |
| Argento | Eddie Murphy    | Stati Uniti |        |
| Bronzo  | Willy Logan     | Canada      |        |
| 4       | Herbert Taylor  | Stati Uniti |        |
| 5       | Ivar Ballangrud | Norvegia    |        |
| 6       | Bernt Evensen   | Norvegia    |        |
| 7       | Frank Stack     | Canada      |        |
| 8       | Harry Smyth     | Canada      |        |